# First Division 1923/1924
Třicátý druhý ročník First Division (1. anglické fotbalové ligy) se konal od 25. srpna 1923 do 3. května 1924.
Hrálo se opět s 22 kluby. Sezonu vyhrál poprvé ve své klubové historii Huddersfield Town, který vyhrál díky o jedné výhře víc než měl druhý Cardiff City. Nejlepším střelcem se stal hráč Evertonu Wilf Chadwick který vstřelil 30 branek.